# Alfredo Jáuregui Rosquellas
Alfredo Jáuregui Rosquellas (1879-1952) fue un escritor y profesor boliviano.

## Biografía
Nació en la ciudad de Sucre en 1879, hijo de José Apolinar de Jáuregui y Leticia Rosquellas. Cursó los estudios en su ciudad natal, en cuya Universidad de San Francisco Xavier obtuvo el grado de doctor en Ciencias Políticas en 1902. En 1899 fue designado profesor de Historia, Geografía y Literatura del Colegio Junín de Sucre, con el que mantuvo relación hasta el año 1916. Entre 1910 y 1911 fue director de ese colegio y de 1915 a 1916 del de Bolívar, en Oruro. Fue, asimismo, designado profesor de la Escuela Normal en 1908. Contrajo matrimonio con María Nieves Molina en 1901, con la que tuvo al menos tres hijos.
Fue elegido procurador municipal en 1904 y concejal de Sucre en 1906. Fue también miembro de la Sociedad Geográfica de Sucre entre 1917 y 1918 y de la de La Paz durante algunos años; en esta última alcanzó el cargo de secretario general en dos ocasiones. En torno a 1922, se desempeñaba como editor de las publicaciones de la Cámara de Diputados.
Jáuregui, que emprendió abundantes viajes por su país para recabar información para estudios arqueológicos, geográficos y lingüísticos, firmó artículos para revistas y periódicos. Entre sus obras se cuentan De punta y de filo, Cuentos de varios colores, Geografía general de Bolivia, Notas pedagógicas, Sucre (monográfico en dos volúmenes sobre la capital de Bolivia), Cintargo (novela), No me olvides (poema), En serio y en broma (crónicas de Buenos Aires), Conferencias didácticas de Geografía de Bolivia y Síntesis de la vida y la obra patriótica del Dr. Jayme de Zudáñez. Falleció en 1952.